# Reinhold von Krockow

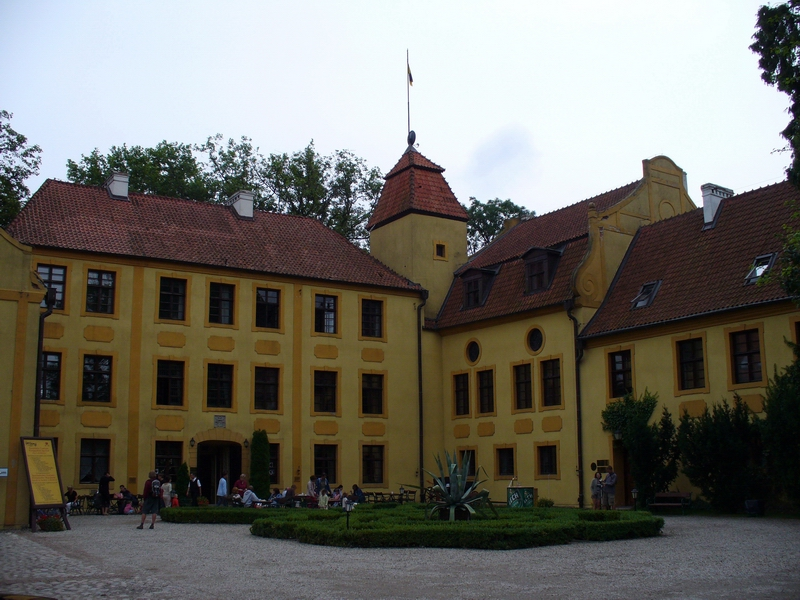
Siedziba rodowa, stan obecny

Reinhold von Krockow (ur. 1536, zm. 1599) – był członkiem rodu szlachty pomorskiej, którego główną siedzibą była wieś Krokowa w powiecie puckim.
Jego pierwszym odnotowanym w dokumentach przodkiem był rycerz Gneommer Crockau, który przybył do Gdańska w roku 1292 i wstąpił na służbę księcia pomorskiego Mściwoja II, a potem do Zakonu Szpitala Najświętszej Marii Panny Domu Niemieckiego.
Reinhold, wychowany i wykształcony w Gdańsku, był najemnym żołnierzem w służbie Ottona Wittelsbacha, hugenotów, królów Francji i Polski, Świętego Cesarstwa i Gdańska. Podczas pobytu we Francji przeszedł z luteranizmu na kalwinizm, którego wyznawcami byli od tej pory Krokowscy. Po powrocie do Polski osadził w Krokowej pastora kalwińskiego – Krokowa stała się od tej pory po XIX wiek centrum kaszubskiego ewangelicyzmu.